# 奇戈尼奥拉
奇戈尼奥拉（義大利語：Cigognola），是意大利帕维亚省的一个市镇。总面积8.04平方公里，人口1383人，人口密度172.0人/平方公里（2009年）。国家统计（ISTAT）代码为018049。